# Францталь
Францталь — колишній населений пункт у Чернігівському районі Запорізької області.
Колонія була заснована 1820 року німцями-менонітами, що переселилися з західної Прусії, за 24 км від Чернігівки у верхів'ях річки Нельгівка, притоки Юшанли. У квітні прибуло 15 сімей, а через три місяці — ще 8 сімей. Поселенці назвали нове село Пшучовка (за назвою села в Прусії). Але влада не дозволила цієї польської назви й село назвали на честь Франца Герца, керівника групи переселенців, які заселяли колонії навколо Руднервейде. Колонія швидко розвивалася й на кінець XIX ст. в ній у 59 будинках проживало 430 мешканців, працювали 10 повних, 28 половинних, 25 малих господарств, було насаджено 60400 дерев, функціонувало сільське училище. У 1908 році в селі працювали цегельня й моторні млини. У період громадянської війни частина менонітів емігрувала. У період колективізації розкуркулено 11 господарств і утворено колгосп. У період сталінських репресій близько 23 жителів репресовано, майже всі вони загинули в таборах. З початком гітлерівсько-сталінської війни репресовано й вислано в Сибір решту німецького населення. На фронтах війни воювало 6 жителів села, 3 з них загинуло. Після війни село відбудовувалося жителями навколишніх сіл та різних регіонів України, його перейменовують в Лугове.  Поступово село потрапляє в розряд неперспективних. Молодь від'їздить із села. У 1963 році закривають початкову школу. У 1967 році село закривають, а жителів переселяють до інших сіл Просторівської сільської ради.